# Жовтень (об'єднання українських художників)
«Жо́втень» — творче об'єднання українських художників, засноване в Києві 1930 року групою майстрів, які вийшли зі складу Асоціації революційного мистецтва України. Об'єднання проголошувало формування нової пролетарської культури на противагу всій попередній.
До складу об'єднання входили художники й мистецтвознавці Василь Седляр, Микола Рокицький, Зіновій Толкачов, Євген Холостенко та інші.
1930 року об'єднання випустило альманах за редакцією Євгена Холостенка.
У 1931 році «Жовтень» перетворився на Всеукраїнську асоціацію пролетарських художників (ВУАПХ).